# Aleksandra Kaczkowska
Aleksandra Kaczkowska, také známá jako Alex Lua Kaczkowska (* 23. listopadu 1974 Varšava) je polská hudební novinářka, televizní moderátorka, fotografka, kameramanka a grafička.

## Životopis
V rozhlasovém průmyslu působí od roku 1996. Své první původní pořady moderovala v Jazz Radio Mariusze Adamiaka (v klubu Akwarium) v nočním pásmu „Jazzové balady“. Ještě během působení v Jazz Radiu se v roce 1997 připojila k týmu bývalého Radia Wawa, kde spolu s Marcinem Perchiecem moderovala sobotní odpolední pořad „Radioactive War on Cherries“. V roce 1998 spolu s Robertem Leszczyńskim moderovala koncert vysílaný na TVP z klubu Harenda ve Varšavě u příležitosti otevření prvního tematického kanálu polské televize „Tylko Muzyka“, kde po další dva roky moderovala hudební programy, včetně seznamu hitů.
Po odchodu z Radiostacje pracovala v letech 2004–2006 v Radiu Bis, kde moderovala vlastní hudební pořad „Rozmowy z Głosu“ a publicistický pořad „Pod proudem“. Na festivalu v Opole v roce 2005 byla jednou ze spolumoderátorek Galakoncertu „Velký, větší, největší“ k 80. výročí Polského rozhlasu. Dne 9. září 2006 debutovala jako redaktorka PR III Polského rozhlasu, kde připravovala a moderovala pořad "Odpolední rozhovory se zvukem" v sobotním pásmu "Zapraszamy do Trójki" a od října 2007, týdenní program „Ciemna strona mocy“. V roce 2013 získala cenu pro rozhlasovou novinářku roku v plebiscitu Radiofony.
V roce 2022 ukončila svou práci v Polském rozhlase a stala se novinářkou internetového rádia rockserwis.fm.
Svá díla vystavovala v Polsku i v zahraničí. Fotografovala mimo jiné pro časopisy Viva!, Zwierciadło, Sukces, Wysokie Obcasy Extra, Sens, Machina nebo Logo.
Je dcerou novináře a bývalého moderátora III. programu Polského rozhlasu Piotra Kaczkowského a vnučkou fotografa Adama Kaczkowského.